# Перепис населення США (1870)
Перепис населення США 1870 року був дев'ятим за ліком переписом населення, що проводився на території США. Він був проведений 1 червня 1870 року. Чисельність населення країни за підсумками перепису була визначена в 39 818 449 осіб (на 22,6 % більше в порівнянні з результатами попереднього перепису). Начальником перепису був Френсіс Амас Вокер. Населення було офіційно дано як 38 558 371, а згодом переглянуто, у результаті недообліку в південних штатах.
Перепис 1870 року був першим переписом, який надав детальну інформацію про афро-американське населення лише через п'ять років після завершення громадянської війни, коли рабам була надана свобода. Загальна чисельність населення становила 38 925 578, кількість населення — 38 558 371, що на 22,62 % більше порівняно з 1860 р. Оцінка перепису населення 1870 р. була суперечливою, оскільки багато хто вважав, що вона занижувала справжню чисельність населення, особливо в Нью-Йорку та Пенсільванії.
Це був перший перепис населення, в якому всі 100 найбільших міст зафіксували понад 10 000 населення.
Це був останній федеральний перепис, проведений з використанням Служби маршалів США як перелічувачів.

## Акт перепису населення 1850 року
Законом про Перепис 1850 створений основний апарат дев'ятого перепису. Бюро перепису, що працює при управлінні внутрішніх справ, здійснювало нагляд за записом та підрахунком результатів, зібраними помічниками маршалів, яких наймали та контролювали федеральні маршали. Під час перепису населення 1870 р. відбулися дві нові структурні зміни: маршалам довелося повернути заповнену анкету населення у відділ перепису населення у вересні, а штрафи за відмову відповідати на запитання перелічувачів поширювались, щоб охопити кожне питання анкети.

## Організація перепису населення
Загальні опитувальники рабів були перероблені для відображення американського суспільства після громадянської війни. П'ять графіків перепису населення 1870 року були такими: Загальна кількість населення, смертність, сільське господарство, продукція промисловості та соціальна статистика.
Загальна чисельність населення зросла на 22,62 % до 38 555 983 осіб у 1870 році. Однак звинувачення в недооцінці було порушено проти Френсіса Амас Вокера, наглядача перепису 1870 року.
В основному рівень смертності в 1870 р. зменшився як частка всього населення на 0,03 % від 1860 р. та на 0,11 % від 1850 р. Нижчі показники смертності свідчать про те, що рівень життя підвищувався через деякий екзогенний фактор за період двадцять років з 1850 по 1870 рік.
Що стосується продукції промисловості, то загальне багатство США з 1860 по 1870 рік збільшилося на 17,3 %, досягнувши оціненого багатства в 14 178 986 732 доларів. Чотирма найбільшими штатами, що сприяли цьому багатству, були Нью-Йорк, Массачусетс, Пенсільванія та Огайо. Більша частина багатства була зосереджена в розвиненому Північно-Східному регіоні, оскільки нові штати, як-от Вайомінг, починали розвивати свою молоду економіку.
Перепис 1870 року був першим у своєму роді, який зафіксував народжуваність американського населення. Ця соціальна статистика допомогла визначити, які райони були більш сильно складеними іммігрантами, ніж американцями, що народилися. У Нью-Йорку було найбільше іноземців, 419 094 іноземці, які становили 44,5 % від загальної кількості міста. У Філадельфії, Чикаго, Сент-Луїсі та Сан-Франциско також було велике населення іноземців, яке становило значну частку їх загального населення. Тому великі етнічні та культурні зміни відбулися з 1860 по 1870 рік, як частина зростання населення, що було пов'язано з переселенням іммігрантів та переміщенням мешканців через державні кордони.

## Результати перепису
| Справжнє населення                               | Всього США     | 38 925 598 |
| ------------------------------------------------ | -------------- | ---------- |
| Справжнє населення                               | Тільки штати   | 38 205 598 |
| Справжнє населення                               | Території      | 720 000    |
| Конституційне/постійне населення*                | Всього США     | 38 558 371 |
| Конституційне/постійне населення*                | Тільки штати** | 38 115 641 |
| Конституційне/постійне населення*                | Території      | 442 730    |
| Біле населення                                   | Всього США     | 33 589 377 |
| Біле населення                                   | Тільки штати   | 33 203 128 |
| Біле населення                                   | Території      | 44 903     |
| Афро-американське населення                      | Всього США     | 4 880 009  |
| Афро-американське населення                      | Тільки штати   | 4 835 106  |
| Афро-американське населення                      | Території      | 44 903     |
| Корінне населення Америки (за застереженнями)    | Всього США     | 357 981    |
| Корінне населення Америки (за застереженнями)    | Тільки штати   | 89 957     |
| Корінне населення Америки (за застереженнями)    | Території      | 268 024    |
| Корінне населення Америки (не за застереженнями) | Всього США     | 25 731     |
| Корінне населення Америки (не за застереженнями) | Тільки штати   | 21 228     |
| Корінне населення Америки (не за застереженнями) | Території      | 4 503      |
| Китайці                                          | Всього США     | 63 199     |
| Китайці                                          | Тільки штати   | 56 124     |
| Китайці                                          | Території      | 7 075      |
| Японці                                           | Всього США     | 55         |
| Японці                                           | Тільки штати   | 55         |
| Японці                                           | Території      | 0          |

* Конституційне населення виключає населення корінних американців, «які підтримують свої племінні відносини і живуть за умовами уряду» та «новопридбаний район Аляски».
** При розгляді Конгресу було використано загальне населення штату Конституції.

## Питання перепису
У переліку перепису 1870 року була зібрана така інформація:
1. Житлові будинки пронумеровані у порядку відвідування
2. Сім'ї пронумеровані за порядком відвідування
3. Імена
4. Вік
5. Стать
6. Колір
7. Професія
8. Вартість нерухомості
9. Цінність особистого майна
10. Місце народження (штат, територія, країна)
11. Батьківщина*
12. Місце народження матері*
13. Якщо народився протягом року, державний місяць
14. Якщо одружений протягом року, державний місяць
15. Відвідував школу протягом року
16. Не вдається прочитати
17. Неможливо записати
18. Глухий і німий, сліпий, божевільний, бідний або засуджений
19. Громадяни-чоловіки США віком від 21 років або вище
20. Громадяни-чоловіки США віком від 21 років і вище, яким відмовляють у виборі права голосу на підставах, відмінних від заколоту чи іншого злочину**[3]

* Якщо народився в іншій країні
** У цьому запитанні було поставлено питання про те, чи не відмовляють виборцям у правових питаннях, окрім заколоту чи засудження. Такі обставини включали неспроможність сплачувати податки чи неможливість пройти тест на грамотність.
Повна документація для перепису населення 1870 р., включаючи форми перепису та інструкції з перерахування, доступна у серії інтегрованих мікроданих для загального користування.

## Рейтинг штатів
| Місце | Штат                            | Населення |
| ----- | ------------------------------- | --------- |
| 01    | Нью-Йорк                        | 4 382 759 |
| 02    | Шаблон:Дані країни Пенсільванія | 3 521 951 |
| 03    | Огайо                           | 2 665 260 |
| 04    | Іллінойс                        | 2 539 891 |
| 05    | Міссурі                         | 1 721 295 |
| 06    | Індіана                         | 1 680 637 |
| 07    | Массачусетс                     | 1 457 351 |
| 08    | Кентуккі                        | 1 321 011 |
| 09    | Теннессі                        | 1 258 520 |
| 10    | Вірджинія                       | 1 225 163 |
| 11    | Айова                           | 1 194 020 |
| 12    | Джорджія                        | 1 184 109 |
| 13    | Мічиган                         | 1 184 059 |
| 14    | Північна Кароліна               | 1 071 361 |
| 15    | Вісконсин                       | 1 054 670 |
| 16    | Алабама                         | 996 992   |
| 17    | Нью-Джерсі                      | 906 096   |
| 18    | Міссісіпі                       | 827 922   |
| 19    | Техас                           | 818 579   |
| 20    | Меріленд                        | 780 894   |
| 21    | Луїзіана                        | 726 915   |
| 22    | Південна Кароліна               | 705 606   |
| 23    | Мен                             | 626 915   |
| 24    | Каліфорнія                      | 560 247   |
| 25    | Коннектикут                     | 537 454   |
| 26    | Арканзас                        | 484 471   |
| 27    | Західна Вірджинія               | 442 014   |
| 28    | Міннесота                       | 439 706   |
| 29    | Канзас                          | 364 399   |
| 30    | Вермонт                         | 330 551   |
| 31    | Нью-Гемпшир                     | 318 300   |
| 32    | Род-Айленд                      | 217 353   |
| 33    | Флорида                         | 187 748   |
| X     | Округ Колумбія                  | 131 700   |
| 34    | Делавер                         | 125 015   |
| 35    | Небраска                        | 122 993   |
| X     | Нью-Мексико                     | 91 874    |
| 36    | Орегон                          | 90 923    |
| X     | Юта                             | 86 336    |
| 37    | Невада                          | 42 491    |
| X     | Колорадо                        | 39 864    |
| X     | Вашингтон                       | 23 955    |
| X     | Монтана                         | 20 595    |
| X     | Айдахо                          | 14 999    |
| X     | Південна Дакота                 | 11 776    |
| X     | Аризона                         | 9 658     |
| X     | Вайомінг                        | 9 118     |
| X     | Північна Дакота                 | 2 405     |